# Wstrząsy 2: Wielkie larwy wróciły
Wstrząsy 2: Wielkie larwy wróciły (ang. Tremors 2: Aftershocks) – amerykański film z gatunku: horror, czarna komedia, Sci-Fi wyreżyserowany w 1996 roku przez S.S. Wilson, będący kontynuacją filmu Wstrząsy z 1990 roku. W 1997 roku nominowany do nagrody Saturna za najlepsze wydanie filmu na kasecie wideo. 

## Fabuła
Wielkie larwy zaatakowały pola naftowe za meksykańską granicą. Przedstawiciele władz wynajmują Earla Bassetta do wytępienia stworów oferując mu 50 tys. dolarów za każdego zabitego graboida. Początkowo łowy idą zgodnie z planem, do momentu gdy bohaterowie stawić muszą czoła nowemu krwiożerczemu przeciwnikowi.

## Obsada
- José Ramón Rosario – Pedro
- Marcelo Tubert-Seńor – Ortega
- Marco Hernandez – Julio
- Christopher Gartin – Grady Hoover
- Helen Shaver – Kate Reilly
- Michael Gross – Burt Gummer
- Fred Ward – Earl Bassett
- Matthew Seth Wilson – Dick Walters
- John Dixon – Big Hors Johnson
- Lou Carlucci – Brygadzista
- Dan Lemieux – Stony Walters